# She Knows (canção de Ne-Yo)
"She Knows" é uma canção do cantor estadunidense Ne-Yo, com participação do rapper compatriota Juicy J. Foi lançada em 16 de setembro de 2014, como segundo single de seu sexto álbum de estúdio Non-Fiction. A faixa foi produzida por Dr. Luke. O remix oficial do single teve a participação de Trey Songz, The-Dream e T-Pain.

## Faixas e formatos
| Download digital |                           |         |  |
| N.º              | Título                    | Duração |  |
| 1.               | "She Knows" (com Juicy J) | 3:41    |  |

## Desempenho nas paradas
| Paradas (2014-15)                                 | Melhor posição |
| ------------------------------------------------- | -------------- |
| Bélgica (Ultratip Bubbling Under de Flandres)     | 52             |
| Canadá (Canadian Hot 100)                         | 98             |
| Estados Unidos (Billboard Hot 100)                | 19             |
| Estados Unidos (Billboard R&B/Hip-Hop Songs)      | 6              |
| Estados Unidos (Billboard Adult R&B Songs)        | 27             |
| Estados Unidos (Billboard Dance/Mix Show Airplay) | 19             |
| Estados Unidos (Billboard Mainstream Top 40)      | 19             |
| Estados Unidos (Billboard Rhythmic)               | 2              |
| Reino Unido (UK Singles Chart)                    | 187            |
| Reino Unido (OCC UK R&B)                          | 29             |

## Histórico de lançamento
| País           | Data                   | Formato                | Gravadora                             |
| -------------- | ---------------------- | ---------------------- | ------------------------------------- |
| Estados Unidos | 16 de setembro de 2014 | Download digital       | Compound Entertainment Motown Records |
| Estados Unidos | 23 de setembro de 2014 | Urban radio            | Compound Entertainment Motown Records |
| Estados Unidos | 7 de outubro de 2014   | Rhythmic radio         | Compound Entertainment Motown Records |
| Estados Unidos | 13 de janeiro de 2015  | Contemporary hit radio | Compound Entertainment Motown Records |